# バヌアツ議会
バヌアツ議会（バヌアツぎかい、ビスラマ語: Palamen blong Vanuatu、英語: Parliament of Vanuatu、フランス語: Parlement du Vanuatu）は、バヌアツの立法府である。
ウェストミンスター・システムを導入していて、憲法の範囲内で議会主権の原則を含んでいる。議長は表看板として、議会立法が憲法に反する可能性があると考えない限り、議会立法を拒否することはできない。議会は52人の議員で構成され、4年の任期で多数の選挙区から市民によって直接選出される。

## 概要
一院制、定数52、任期4年。
単記非移譲式大選挙区制により選出。